# Höhle von Psychro

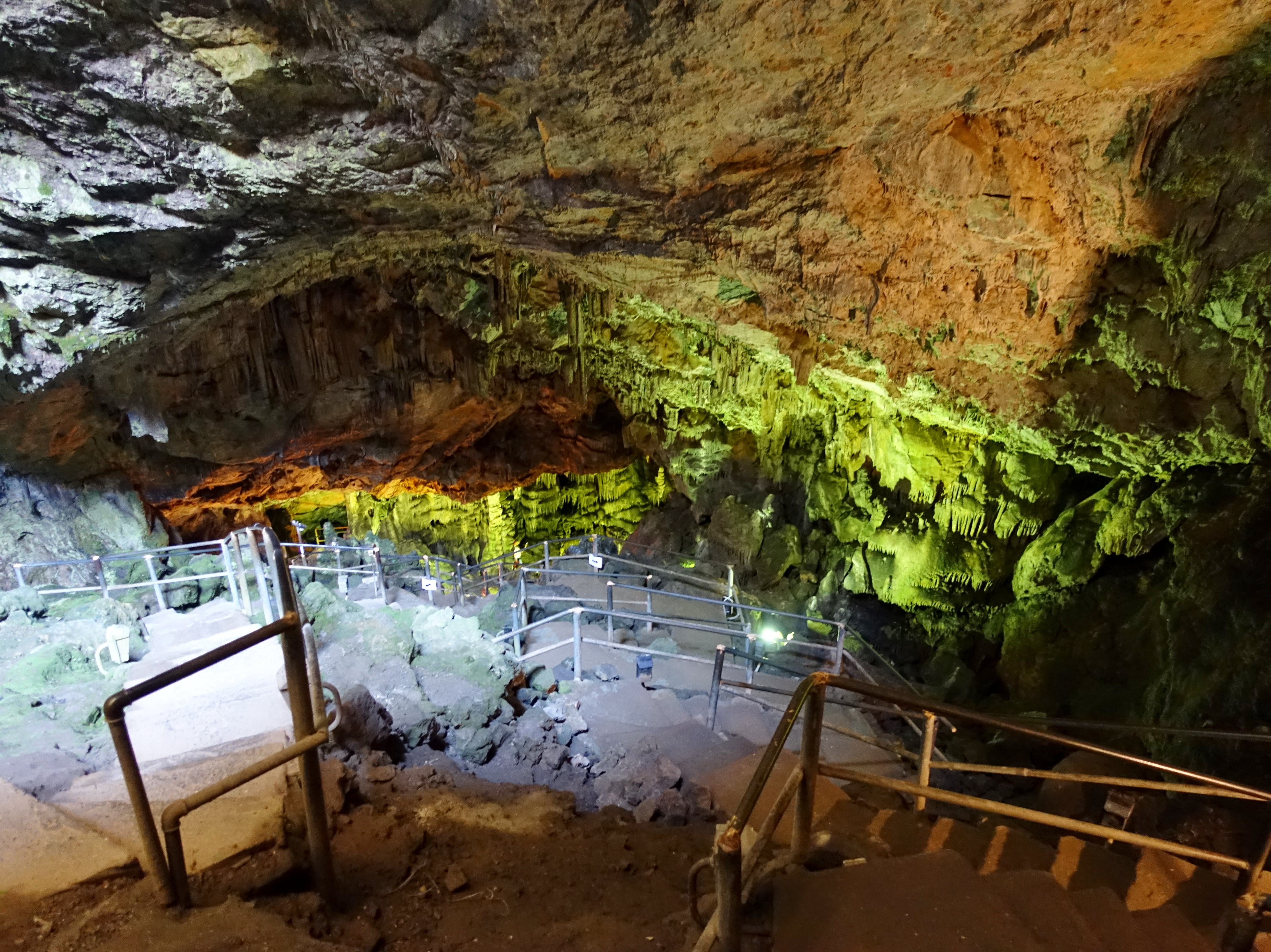
Blick in die Höhle

Die Höhle von Psychro (altgriechisch Ψυχρό), auch bekannt als Zeus-Höhle und Diktäische Höhle oder Diktäische Grotte, befindet sich bei dem Ort Psychro oberhalb der Lasithi-Hochebene auf der griechischen Insel Kreta, etwa 48 Kilometer südöstlich von Iraklio. Sie war eine wichtige Kultstätte der Minoer, was durch Funde belegt wird, die bis in die frühminoische Epoche (etwa 2800 v. Chr.) zurückreichen. Mit diesem Kult steht möglicherweise der griechische Mythos in Verbindung, wonach Zeus in dieser Höhle geboren worden war und von Amaltheia und den Kureten versorgt wurde. Die Höhle von Psychro wurde als die mythische Höhle identifiziert, die im Altertum Δικταίον Αντρον (Diktaion Antron, „Diktäische Höhle“) genannt wurde. Die Kinderstube des Zeus liegt im Ida-Gebirge (Idäische Grotte). 
Sie wird heute touristisch genutzt und kann über verschiedene lokale Anbieter und in Eigenregie besucht werden. Seit dem 10. September 2024 ist sie auf unbestimmte Dauer im Zuge von Sanierungs- und Ausbaumaßnahmen für den Besucherverkehr geschlossen.

## Die Diktäische Höhle in der Mythologie
Nach dem Bericht des Hesiod über die Geburt des Zeus:

„Dorthin [nach Kreta] brachte Gaia durch schwarze Nacht ihn [den neugeborenen Zeus] schnell nach Lyktos, nahm in die Arme auf ihn und barg ihn in tiefer Höhle, unterhalb der auf dem bewaldeten Berge Aegaeon ihr heiligen Orte, …“

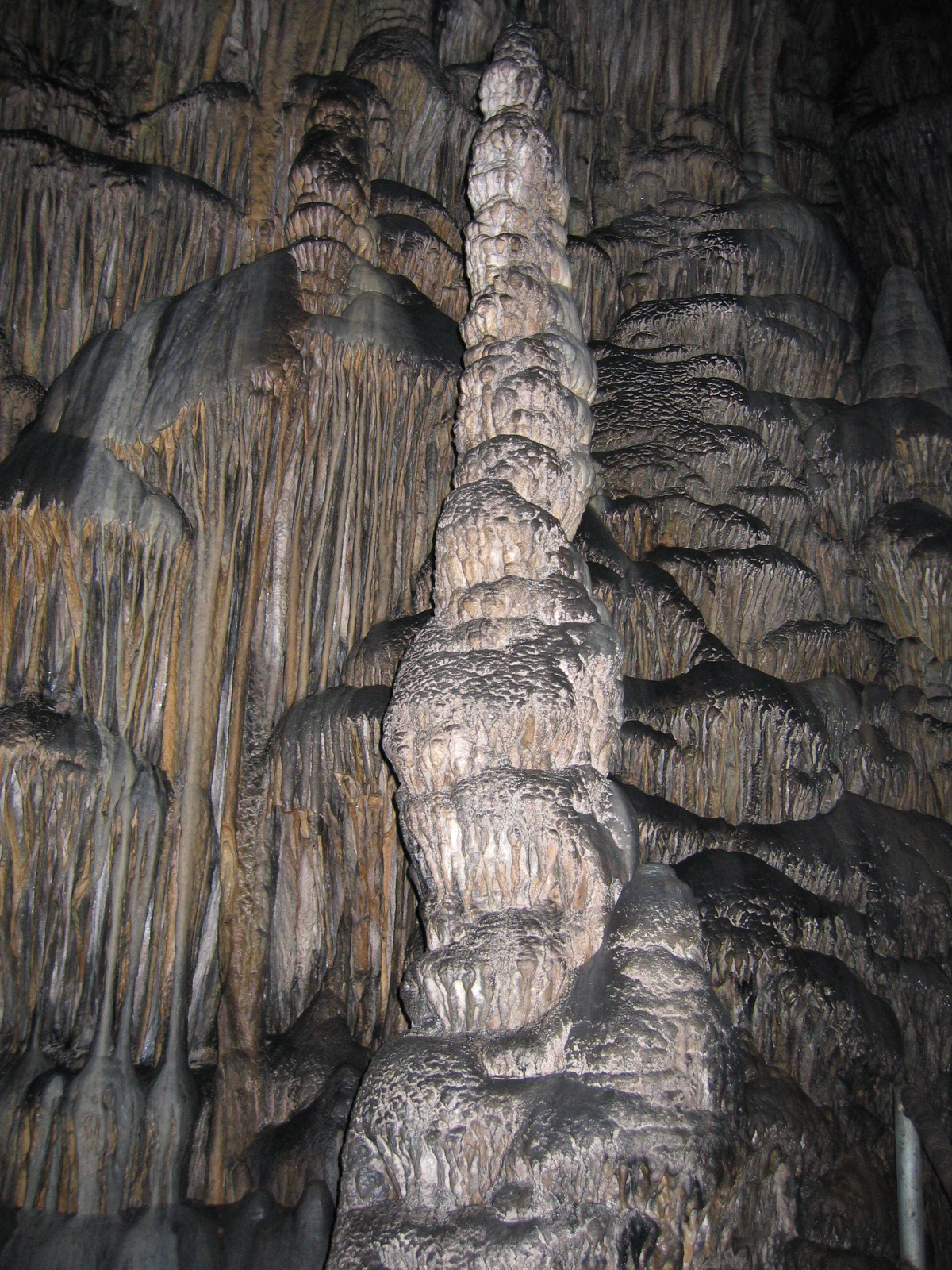
Tropfsteine im Inneren

Bei Apollodor wird dieser Bericht dahingehend ergänzt, dass der junge Zeus der Sorge der Kureten und der Töchter des Melisseus („Honigmann“), den Nymphen Adrasteia und Ide, übergeben wurde. Die Nymphen nährten den Säugling mit der Milch der Amaltheia, während die Kureten den Knaben bewachten und laut mit ihren Speeren gegen die Schilde schlugen, um so das Schreien des Neugeborenen zu übertönen, damit er nicht von seinem Vater Kronos gefunden werde, der ja beabsichtigte, den Sohn zu verschlingen.
Nach Athenaios wurde die Erzeugung von Lärm durch das laute Grunzen einer Sau besorgt, an deren Zitzen sich der junge Zeus nährte. Aus diesem Grund sei das Schwein für die Kreter ein heiliges Tier, und kein Kreter sei bereit, Schweinefleisch zu essen.
Außer in der Sage über die Geburt des Zeus spielt die diktäische Höhle auch noch in dem Bericht über die Entführung der Europa bei Lukian von Samosata eine Rolle. Dort findet nämlich die göttliche Vermählung zwischen Europa, der phönizischen Königstochter, und ihrem Entführer Zeus statt:

„… und Zeus in eigner Gestalt führte Europen, die nun von süßer Schamröte glühte und sich nicht die Augen aufzuschlagen getraute, da sie freilich nun merkte, worum es zu tun war, der diktäischen Höhle zu.“

Weitere Quellen in der antiken Literatur finden sich bei Strabon (Geographica 10,4,12), Dionysios von Halikarnassos (antiquitates Romanae 2,61) und Diodor (Bibliotheke 5,70). Wahrscheinlich ist in diesen Berichten jedoch die Idäische Grotte im Psiloritis-Gebirge gemeint.

## Ausgrabungen
Koordinaten: 35° 9′ 46,2″ N, 25° 26′ 42″ O
| Höhle von Psychro |

Um 1880 fand ein Jäger in der Höhle die Bronzestatuette eines Stiers. Dies löste  eine Schatzsuche durch die Anwohner der umliegenden Dörfer aus, bei der vor allem im oberen Teil der Höhle eine große Zahl von Bronzeobjekten und Tonstatuetten gefunden wurde. Die Nachricht von diesen Funden veranlasste Joseph Hatzidakis, damals Präsident der Bildungsfreunde von Iraklio, und den italienischen Archäologen Federico Halbherr im Jahr 1886 die Höhle zu besuchen und eine informelle Grabung durchzuführen.

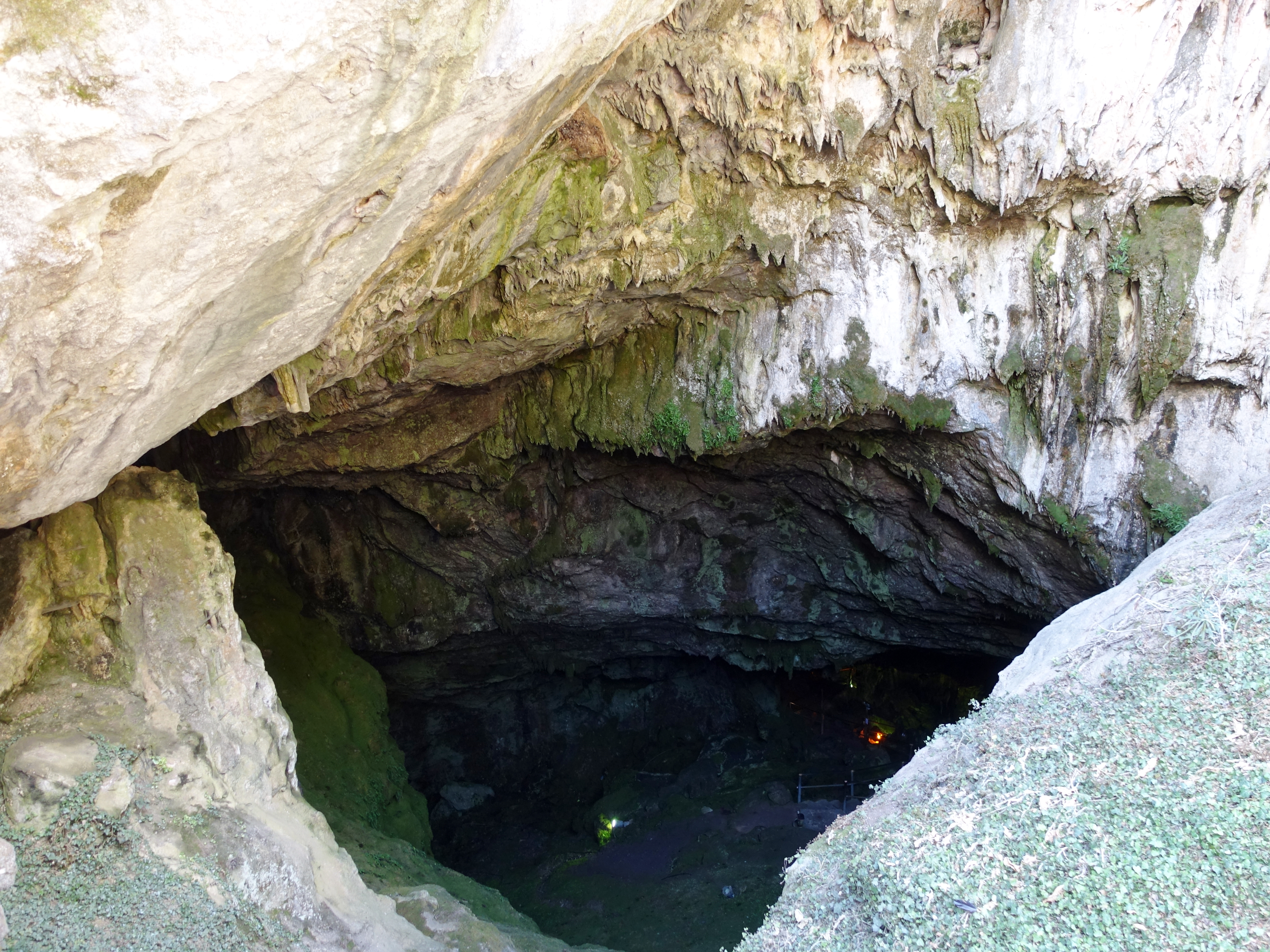
Höhleneingang

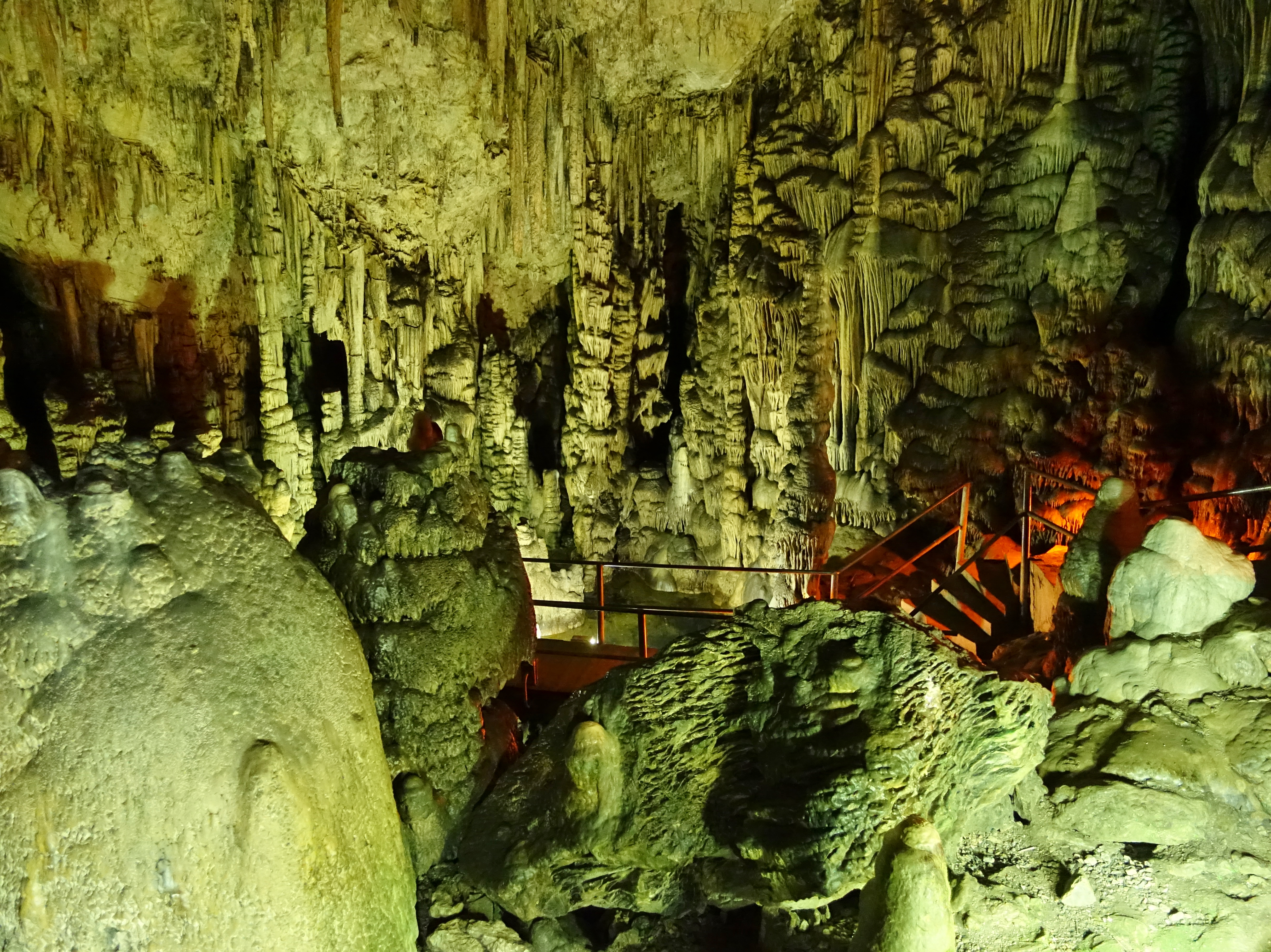
Weg durch die Höhle

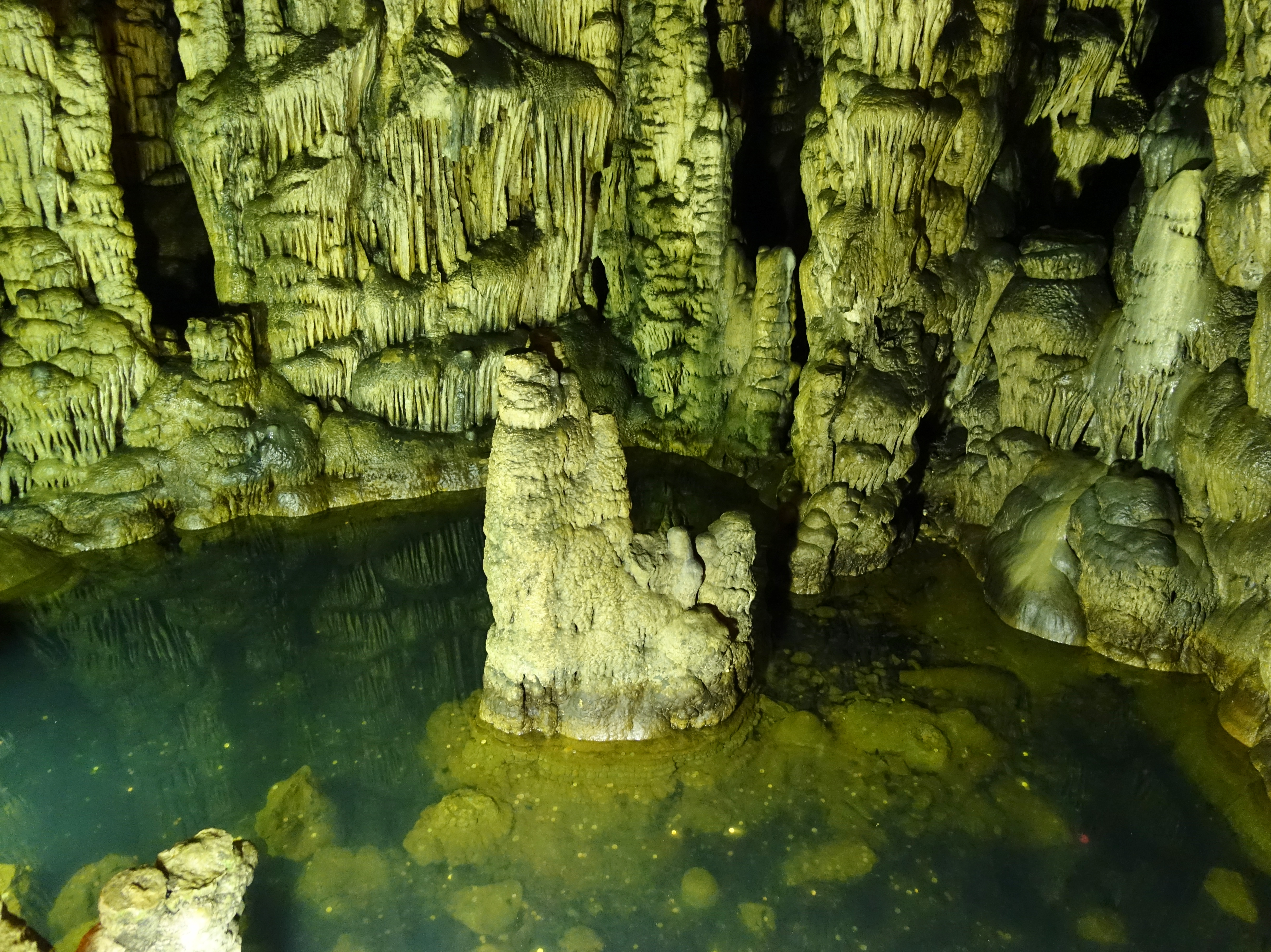
Sinterbecken

Die eigentliche archäologische Erschließung der Höhle begann 1895. Schon im Jahr zuvor hatte der britische Archäologe Arthur Evans (bekannt als Ausgräber von Knossos) Lasithi besucht und von den Einwohnern einige Funde aus der Höhle aufgekauft. Nun begann er zusammen mit seinem Kollegen John Linton Myres eine systematische Erforschung des Höhlenraumes. Zunächst beschränkte man sich auf die oberflächennahen Schichten und die Spaltenräume der Stalagmiten, da die beschränkten Mittel ein Abräumen der zahlreichen von der Decke herabgestürzten Felsstücke nicht erlaubten. Bei der Fortsetzung der Grabung 1896 informierte ein junger Mann namens Jorgos Margojannakis Evans über den Fund eines „zerbrochenen Steines mit Buchstaben“. Wie sich herausstellte, handelte es sich um das Fragment eines Opfertisches aus Speckstein mit drei Höhlungen für Trankopfer. Die Schriftzeichen erwiesen sich als Linear A.
Im darauf folgenden Jahr 1897 führte der französische Archäologe Joseph Demargne eine inoffizielle Grabung durch und fand ein weiteres Stück des Opfertisches, einen weiteren Opfertisch aus dem gleichen Material mit nur einer Höhlung, sowie Tongefäße und ein goldenes Band.
Demargne war auch an der nächsten offiziellen Grabung beteiligt, die von dem britischen Archäologen David George Hogarth, Direktor der British School at Athens, im Jahr 1899 durchgeführt wurde. Die Grabungsmethoden Hogarths sind aus heutiger Sicht kritisierbar; insbesondere die Verwendung von Sprengstoff bei Ausgrabungen ist heute unüblich. Hogarth verwendete Schießpulver, um das herabgefallene Deckgestein zu zertrümmern. Immerhin gelang es, einen großen Teil der Funde aus den oberflächennahen Schichten und den Tropfsteinspalten zu sichern.
Die bekannten Funde aus den offiziellen und inoffiziellen Grabungen wurden von John Boardman in einer im Jahre 1961 erschienenen Monografie zusammengestellt.
Die Artefakte sind heute über verschiedene Museen verteilt:
- Ashmolean Museum (Oxford): Funde von Evans;
- Louvre (Paris): Funde von Demargne;
- British Museum (London) und Fitzwilliam-Museum (Cambridge): Teil der Funde von Hogarth, hauptsächlich Tongegenstände;
- Archäologisches Museum (Iraklio): Hauptteil der Funde von Hogarth und Funde von Hatzidakis und Halbherr;
- Archäologisches Museum (Agios Nikolaos): einige neuere Funde.